# Шацькі озера
Ша́цькі озе́ра — група з понад 30 озер у північно-західній частині Ковельського району Волинської області, у межиріччі Прип'яті й Західного Бугу, поблизу Шацька. Шацькі озера розташовані серед лісових масивів, де побудовано багато санаторіїв і таборів відпочинку. Для охорони рідкісних природних комплексів у районі Шацьких озер у 1983 році створено Шацький національний природний парк (площа 32 500 га).

## Географія озер
Територія, на якій розташовані озера, називається Шацьким поозер'ям. Найбільші з Шацьких озер:
- Світязь (пл. 27,5 км², друга за розміром природна водойма в Україні після озера Ялпуг),
- Пулемецьке озеро (пл. 16,3 км²),
- Луки (пл. 6,8 км²),
- Люцимир (пл. 4,3 км²),
- Остров'янське озеро (пл. 2,5 км²),
- Кримне (пл. 1,44 км²),
- Пісочне озеро (пл. 1,86 км²).

Шацьке поозер'я являє собою зандрову рівнину в межах Поліської низовини. Центральна його частина характеризується поширенням озерних карстових улоговин, які утворилися у крейдових відкладах. Озера, що лежать серед болотних ландшафтів, утворилися внаслідок нагромадження алювію і підвищення рівня ґрунтових вод, за умов незначного похилу території й відсутності постійного стоку.
Береги Шацьких озер низькі, пологі, складені піщаним, піщано-гальковим і біогенним матеріалами; є заболочені ділянки. У 60—70-ті роки XX ст. на цій території інтенсивно проводилися осушувальні меліорації.

## Гідрологія, гідрохімія
Шацькі озера живляться атмосферними й підземними водами, а також за рахунок водообміну по каналах, якими сполучені окремі озера. Улітку вода добре прогрівається, взимку Шацькі озера замерзають.
Дослідження хімічного складу озерних вод показало, що мінералізація води помірна або знижена, її величина коливається від 75—125 до 200—250 мг/дм³. Колір води змінюється від жовтувато-зеленого у мілководних озерах до смарагдово-зеленого у глибоких. Дно вкрите переважно піщано-мулистими відкладами, торфовими й сапропелевими мулами.
Загалом у Шацьких озерах зберігається досить висока якість води, оскільки поряд немає значних джерел забруднення, а статус національного природного парку сприяє охороні вод.

## Тваринний світ
Водяться: вугор, окунь, плітка, щука, лин, лящ, карась, короп, сом, в'юн.
Є акліматизовані види, наприклад:
- канадський сом — в озерах: Світязь, Пулемецьке і Кримне;
- форелеокунь — в озері Пісочному;
- чудський сиг — в озері Пулемецькому;
- судак і сазан амурський — в озерах: Люцимир і Чорне Велике;

В окремих озерах водяться раки.
Створено рибницькі господарства, зокрема ставково-рибницьке господарство з розплідником «Ладинка». На берегах Ш. О. — місця гніздування водоплавних птахів (диких качок, гусей, лебедів та ін.). Більша частина Ш. О. — у складі Шацького природного національного парку. Ш. О. — база наукових досліджень Львівського національного університету імені Івана Франка і Східноєвропейського національного університету імені Лесі Українки (м. Луцьк).

## Загрози
Розробка білоруського крейдяного родовища «Хотиславське», що знаходиться в 300 метрах від кордону з Волинською областю може призвести до зневоднення Шацьких озер. Видобуток піску та крейди створює величезний резервуар, куди може перейти вода, що наповнює акваторію групи Шацьких озер.
Українська сторона передала уряду Білорусі всі експертні висновки щодо розробки родовища, але, станом на середину 2010 року, видобутку не припинили. Також у висновках припускається, що видобуток корисних копалин може призвести до порушення русла Прип'яті.

## Походження
Серед учених немає єдиної думки щодо походження Шацьких озер.
Одні вважають, що після відступу Дніпровського льодовика понад 100 тис. років тому на Поліссі утворилося величезне водоймище. Льодовик з півночі підпирав його, не давши воді стікати вниз. Озера вважаються реліктами, тобто залишками цього гігантського водоймища, западини якої з часом поглибилися вимиванням вапняків підземними потоками.
Інші учені твердять, що озера мають виключно карстове походження. А поява глибоких западин, за цим припущенням, пов'язана з підняттям і опусканням окремих тектонічних блоків.

## Галерея

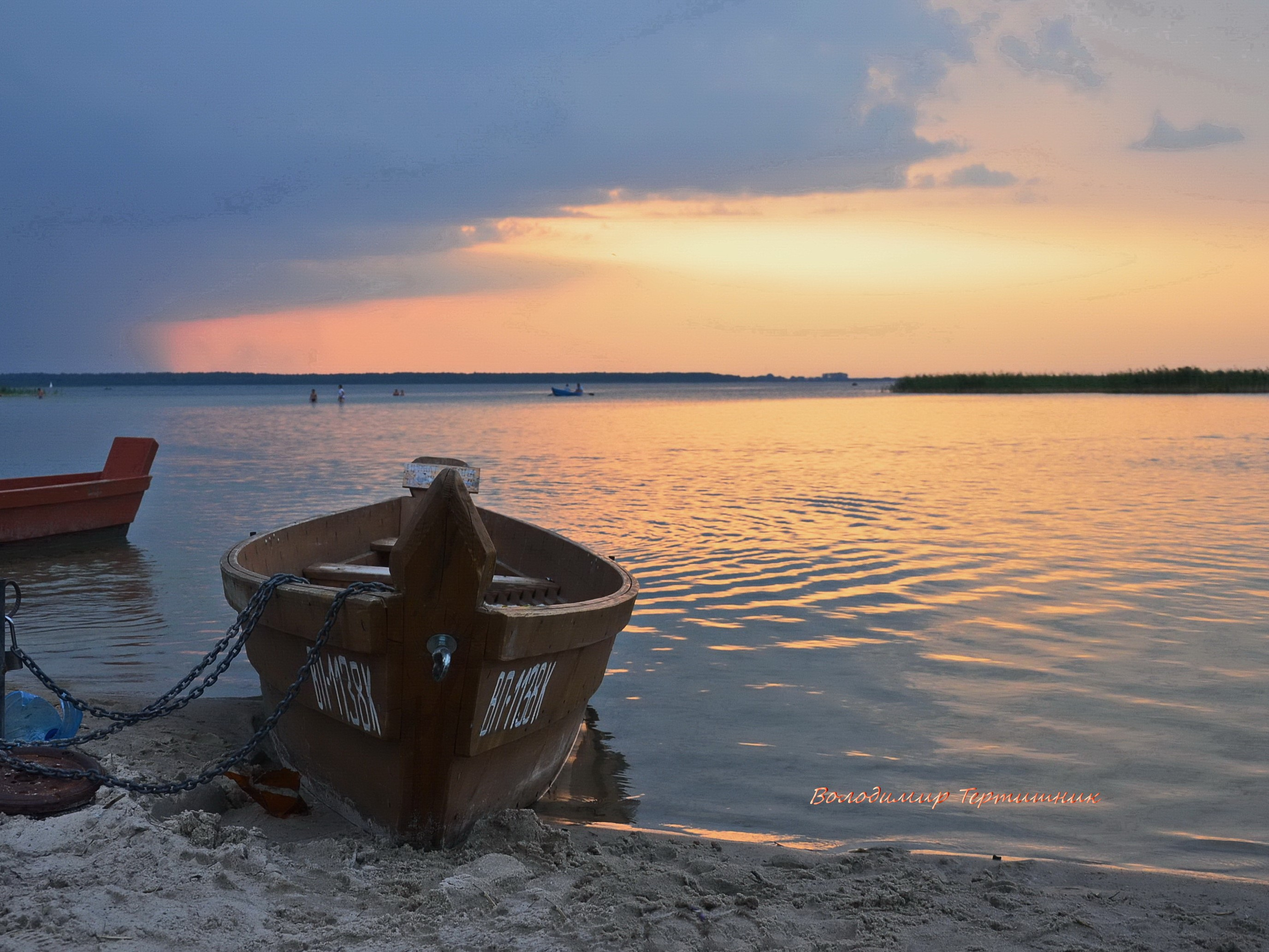
Вечір на озері Світязь.
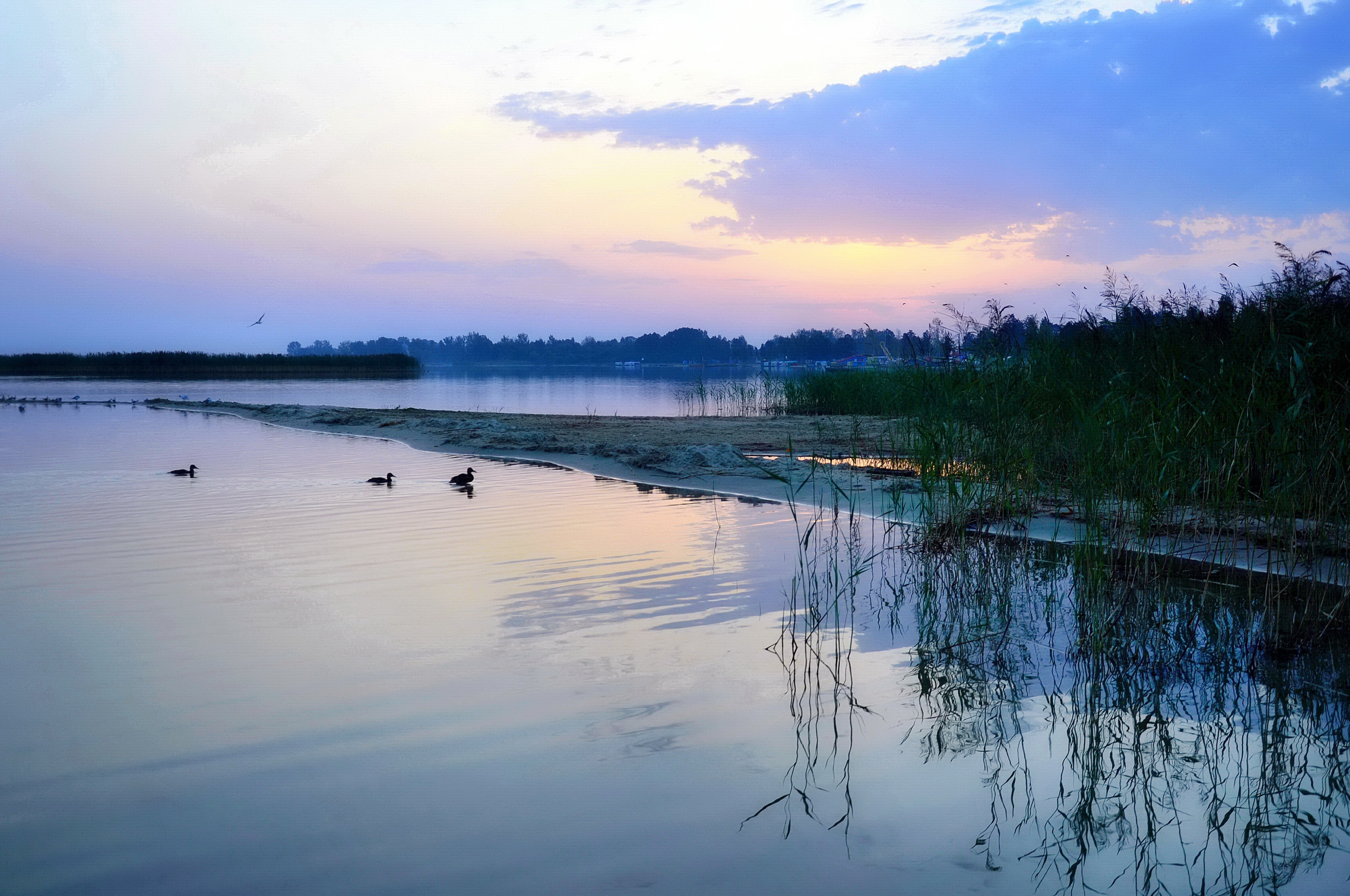
Світанок на озері Світязь.
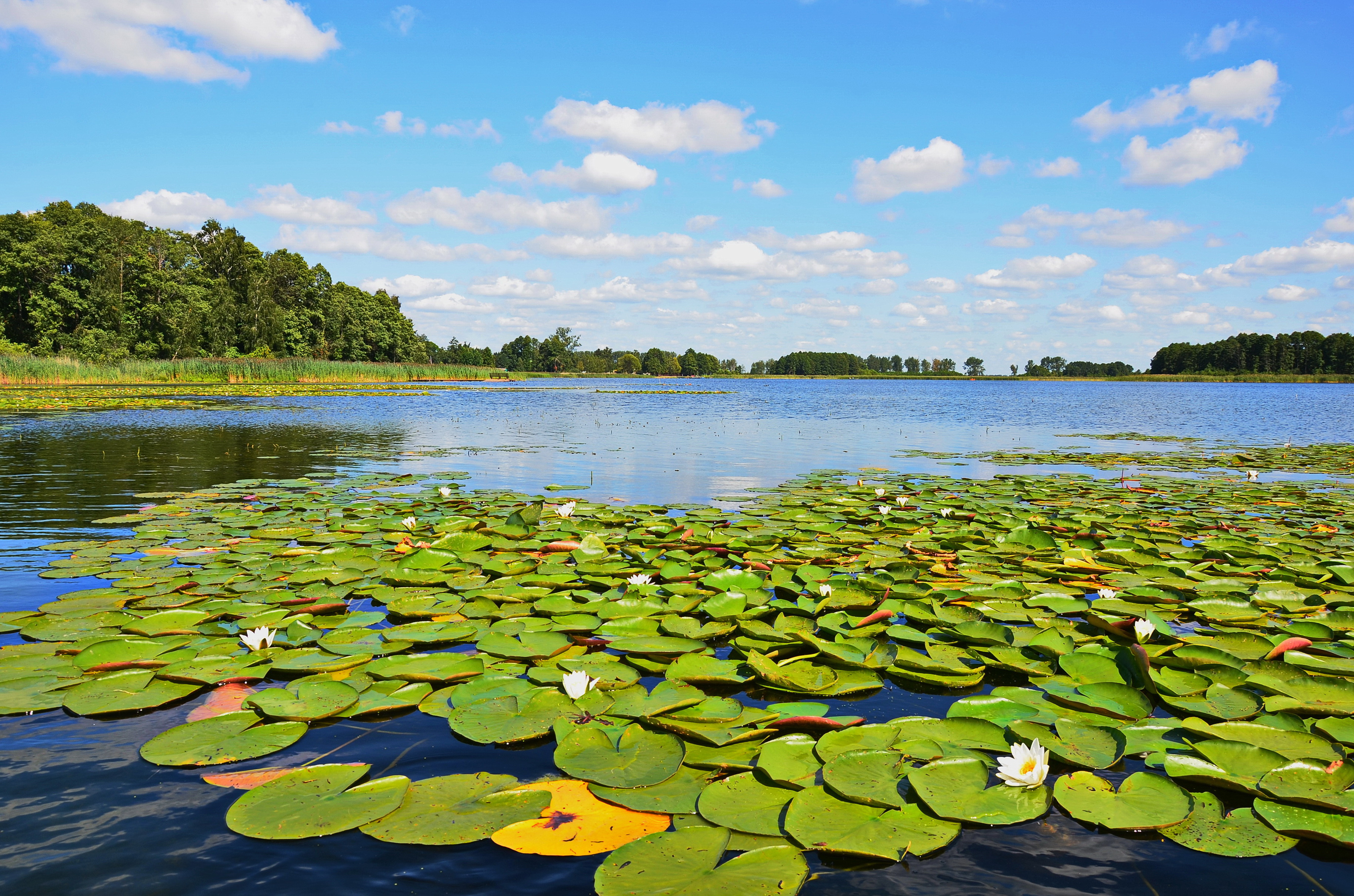
Літні дні на Шацьких озерах.
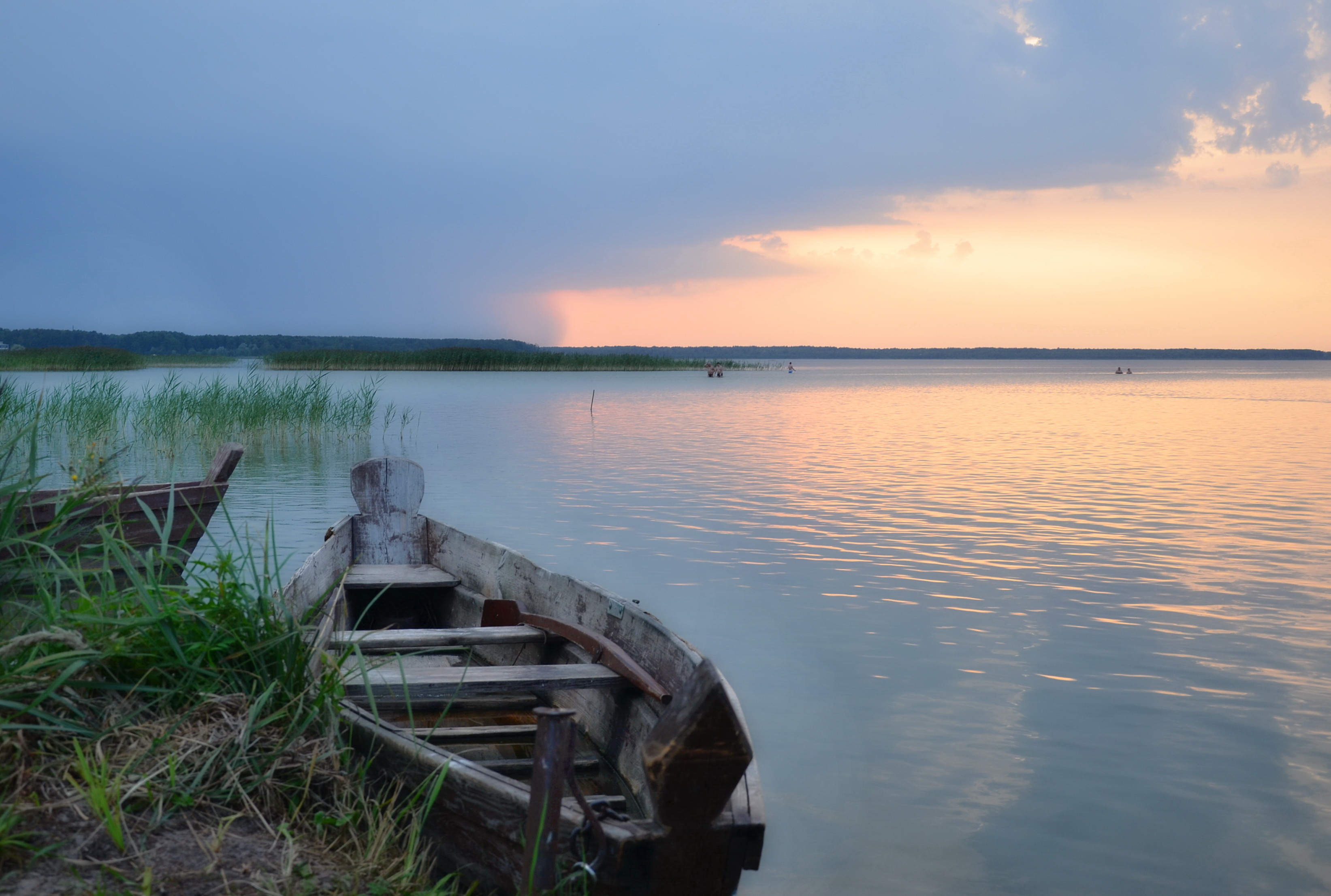
Озеро  Світязь